# حركية تفاعل

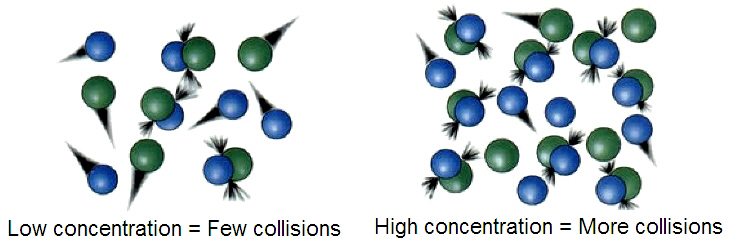
تميل سرعة التفاعل الكيميائي إلى الازدياد عند تزايد التركيز - تم شرح هذه الظاهرة بواسطة نظرية التصادم.

حركية التفاعل أو الكيمياء الحركية هو العلم الذي يهتم ويختص بدراسة معدل التغير في سرعة التفاعلات الكيميائية والعوامل المؤثرة فيها مثل الضغط ودرجة الحرارة والتركيز وطبيعة العوامل المتفاعلة والعوامل الحفازة أو المثبطة، كما أنها تقوم بوضع نماذج رياضياتية التي توصف خواص التفاعلات الكيميائية. في عام 1864, اشتهر كلاً من بيتر واجي وكاتو جولدبرج بدراستهم للحركية الكيميائية، حيث قاموا بصياغة قانون فعل الكتلة، الذي يقول بأن «سرعة التفاعل الكيميائي تتناسب طردياً مع كمية المواد المتفاعلة».

## سرعة التفاعل الكيميائي
تهتم دراسة الحركية الكيمائية بالنتائج التجريبية لمعدل التفاعل، والتي بدورها تُحسب بواسطة معادلة ايرينج وثابت معدل التفاعل. وتسري معادلة معدل التفاعل على تفاعلات من الدرجة الصفرية (التي لا تعتمد فيها سرعة التفاعل على التركيز), وللتفاعل من الدرجة الأولى، وللتفاعل من الدرجة الثانية (انظر أسفله), ويمكن أن نشتق منها قوانين أخرى.
تهتم سرعة التفاعل بتعيين عدد الجزيئات الناتجة كل ثانية خلال تفاعل كيميائي. وتعتمد سرعة التفاعل على عوامل مختلفة. ومن أهم العوامل المؤثرة على سرعة التفاعل تركيز المواد الداخلة في التفاعل حيث أنه كلما زاد عدد الجزيئات المتفاعلة الموجودة في حجم معين كلما زاد عدد التصادمات بينها خلال فترة زمنية معينة. وينتج التفاعل عند اصتدام جزيئين وهذ معناه أن سرعة التفاعل تزداد بزيادة تركيز المواد المتفاعلة.
فلنفترض التفاعل:
{\displaystyle \mathrm {A\ \longrightarrow \ B+C} }
فيسري على التفاعل في التجاه الأمامي قانون سرعة التفاعل:
{\displaystyle v_{R}=-{\frac {\Delta c_{\mathrm {A} }}{\Delta t}}}
حيث:
{\displaystyle v_{R}} سرعة التفاعل،
{\displaystyle (-\Delta c_{\mathrm {A} })} انخفاض تركيز المادة A
و {\displaystyle \Delta t} الزمن.
وننظر لتلك السرعة على أنها السرعة المتوسطة للتفاعل حيث أن الجزيئات تحتاج لمدد زمنية مختلفة حتى يؤدي تصادمها إلى تفاعل ناجح.
ومن الواضح أن نقصان المواد الداخلة في التفاعل يقترن بزيادة النواتج أثناء التفاعل. وتنطبق المعادلة:
{\displaystyle v_{R}=-{\frac {\Delta c_{\mathrm {A} }}{\Delta t}}={\frac {\Delta c_{\mathrm {B} }}{\Delta t}}={\frac {\Delta c_{\mathrm {C} }}{\Delta t}}}
وتنطبق الإشارة السالبة في المعادلة حيث أن سرعة التفاعل تعتمد على تغير تركيز المادة A . ومع انخفاض تركيز A مع سير التفاعل تكون
{\displaystyle \Delta c_{\mathrm {A} }=c_{\mathrm {A_{\mathrm {2} }} }-c_{\mathrm {A_{\mathrm {1} }} }}
أيضا سالبة الإشارة (حيث {\displaystyle c_{\mathrm {A_{\mathrm {1} }} }} تركيز المادة A عند الزمن {\displaystyle t=1} و; {\displaystyle c_{\mathrm {A_{\mathrm {2} }} }}تركيز المادة A عند الزمن {\displaystyle t=2}).
وبعكس ذلك تكون كل من
{\displaystyle \Delta t} و {\displaystyle v_{R}} موجبتي الإشارة.

## درجة التفاعل
{مقالة رئيسية: درجة التفاعل}
تصف معادلة التفاعل عدد جزيئات المواد الداخلة في التفاعل وعدد الجزيئات المتكونة من التفاعل (حساب العناصر المتفاعلة). ولنأخذ التفاعل الآتي على سبيل المثال:
{\displaystyle \mathrm {2\,A+B+C+D\ \longrightarrow \ E} }
فهل يعني ذلك حقيقة أن جزيئين من المادة A تتصادم مع جزيئ من B وجزيئ C وجزيئ D في نفس الوقت لكي تنتج المادة E ؟
في الواقع مثل هذا الحدث وهو تصادم خمسة جزيئات مع بعضهما في نفس اللحظة من الأحداث النادرة جدا، وعلاوة على ذلك فلا بد وأن يصتدموا بالطاقة اللازمة لإتمام التفاعل.
واحتمال تصادم جزيئين أو ثلاثة جزيئات فينتج عنه «ناتج وسطي» يكون أكبر بكثير من احتمال تصادم أربعة أو خمسة جزيئات. وعندما تتصادم جزيئات وسطية مع جزيئات أخرى تنشأ «جزيئات وسطية» أخرى ويستمر ذلك حتى يتكون الناتج E . أي يمكن أن يتم التفاعل على مراحل بالشكل التالي:
{\displaystyle \mathrm {2\,A\ \longrightarrow \ A_{2}} }
{\displaystyle \mathrm {A_{2}+B+C\ \longrightarrow \ A_{2}BC} }
{\displaystyle \mathrm {A_{2}BC+D\ \longrightarrow \ E} }
وهذا معناه تقسيم التفاعل الكامل على خطوات من «تفاعلات أولية»، ودراستها تفسر لنا كيفية سير التفاعل.
ويمكن عن طريق التجربة تعيين كيف تتغير سرعة كل تفاعل أولي بتغير تركيز كل من المواد
A و B و C و D .
ويسمى اعتماد سرعة التفاعل على الأس الذي ترفع إليه تركيز أحد المواد المتفاعلة «درجة التفاعل» لتلك المادة.
وتكون درجة التفاعل الكلي هي مجموع درجات التفاعل للمواد المشتركة في التفاعل.
 مثـــال 
نعتبر أن سرعة التفاعل الأولي الأول أعلاه تعتمد على مربع تركيز المادة A فنجد أنه من الدرجة الثانية بالنسبة للمادة A. ونظرا لعدم اشتراك مادة أخرى في هذا التفاعل تكون درجة هذا التفاعل من الدرجة الثانية.
ولننظر إلى سرعة التفاعل الثاني أعلاه ونجد أنها معتمدة خطيا على تركيز A2 وكذلك خطيا على تركيز B ولا تعتمد على تركيز C . فيكون التفاعل من الدرجة الأولى بالنسبة إلى A2, ومن الدرجة الأولى بالنسبة إلى B ومن الدرجة صفر بالنسبة إلى تركيز C.
فتكون الدرجة الكلية لهذا التفاعل من الدرجة الثانية.
وبافتراض أن سرعة التفاعل الثالث تعتمد خطيا مع تركيز المادة A2BC,
ولا تعتمد عل تركيز D ، فيكون تفاعل من الدرجة الأولى بالنسبة إلى A2BC ومن الدرجة صفر بالنسبة إلى المادة D .
فتكون الدرجة الكلية للتفاعل من الدرجة الأولى.

## مواضيع مرتبطة
- سرعة التفاعل الكيميائي
- توازن كيميائي